# Realtimová strategie

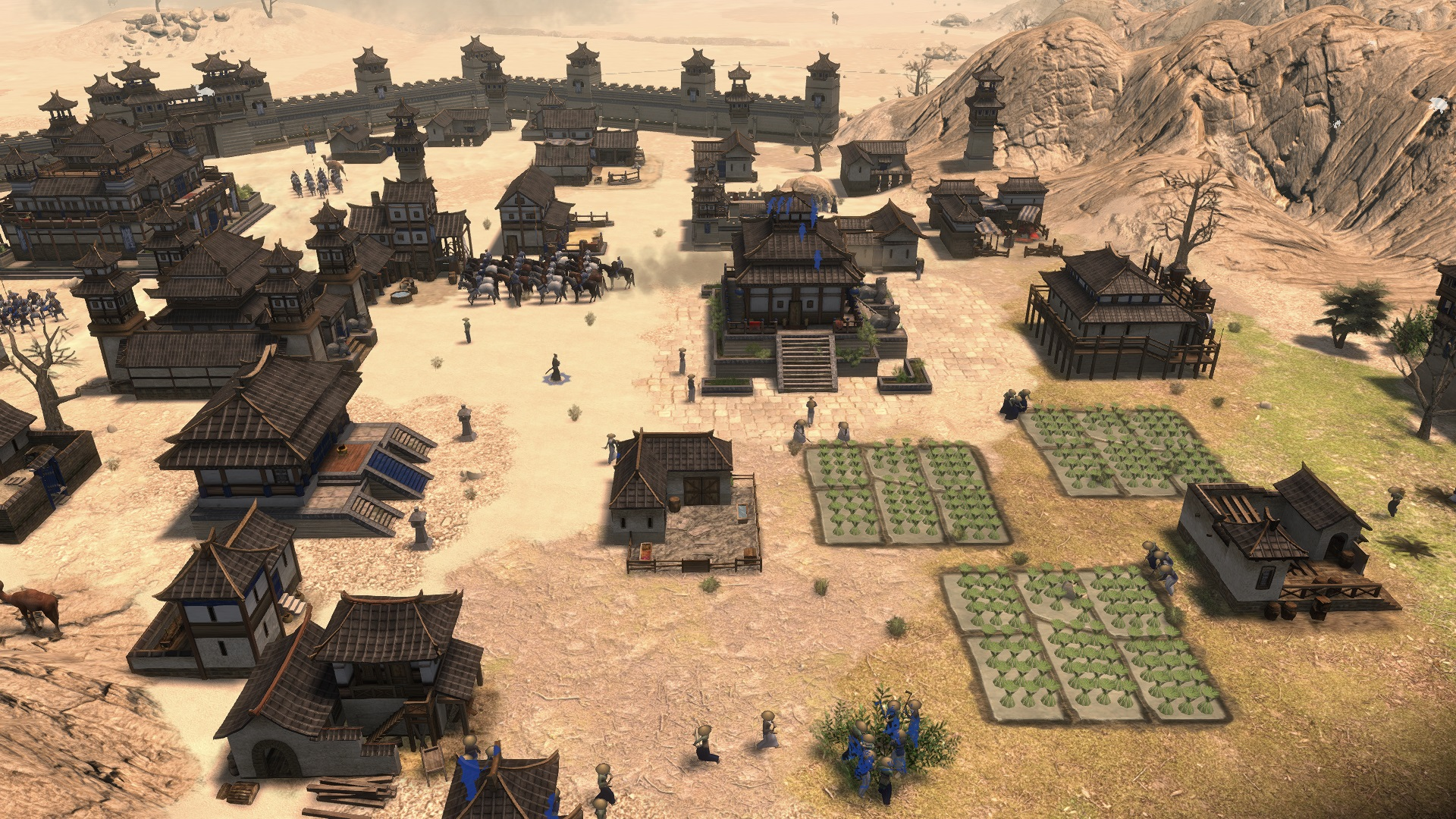
Realtimová strategie ve hře the Han civilization

Realtimová strategie (Real-time strategy, RTS) je poddruh žánru strategických počítačových her, v kterém probíhá veškerý hráčův úkon a počítačem řízené odezvy v reálném čase. První českou realtimovou strategií byla hra Paranoia!, která byla po hrách Dune II a Warcraft v pořadí také třetí světovou hrou tohoto žánru.

## Příklady RTS titulů
- 0 A.D.
- Age of Empires
- Battle Realms
- Battlezone
- Command & Conquer
- Commandos
- Company of Heroes
- Dark Reign
- Dune II
- Earth 2140, 2150, 2160
- Empire Earth
- Ground Control
- Hegemony Gold: Wars of Ancient Greece
- Hegemony Rome: The Rise of Caesar
- Hegemony III: Clash of the Ancients
- Homeworld
- KKND
- Men of War
- Original War
- Robin Hood: Legenda Sherwoodu
- S.W.I.N.E.
- StarCraft
- StarCraft II
- Total Annihilation
- Warcraft
- Warcraft II
- Warhammer 40,000
- Lord of the Rings : Battle for Middle-Earth
- Lord of the Rings : Battle for Middle-Earth II
- Warzone 2100
- Hostile Waters: Antaeus Rising
- World war III. Conflict of nations